# Iosif Karakis
Iosif Jul'evič Karakis (in russo Иосиф Юльевич Каракис?; in ucraino Йосип Юлійович Каракіс?, Josyp Julijovyč Karakis; Balta, 29 maggio 1902 – Kiev, 23 febbraio 1988) è stato un architetto sovietico, urbanista, pedegogo e artista, fu uno dei progettisti più prolifici dell'Ucraina sovietica.
Architetto di levatura mondiale, divenne noto nell'ex Unione Sovietica e all'estero come maestro della breve stagione del costruttivismo ucraino, nonché per la sua attiva lotta nella difesa e conservazione dei monumenti storici. A detta dei maggiori specialisti, molte idee innovative dell'autore, presenti negli edifici privati e pubblici degli anni '30 del XX secolo, sono tutt'oggi attuali e molto apprezzate. Le intuizioni dell'architetto andarono ben oltre la sua epoca. Iosif Karakis è stato autore di decine di edifici divenuti in seguito monumenti architettonici, e di una serie di progetti modello, che hanno trovato realizzazione su larga scala in molte città dell URSS. In totale, sulla base dei suoi progetti sono stati costruiti circa 4500 edifici scolastici (la cui realizzazione continua ancora oggi).

## Opere principali

### Casa Centrale degli Ufficiali delle Forze Armate dell'Ucraina

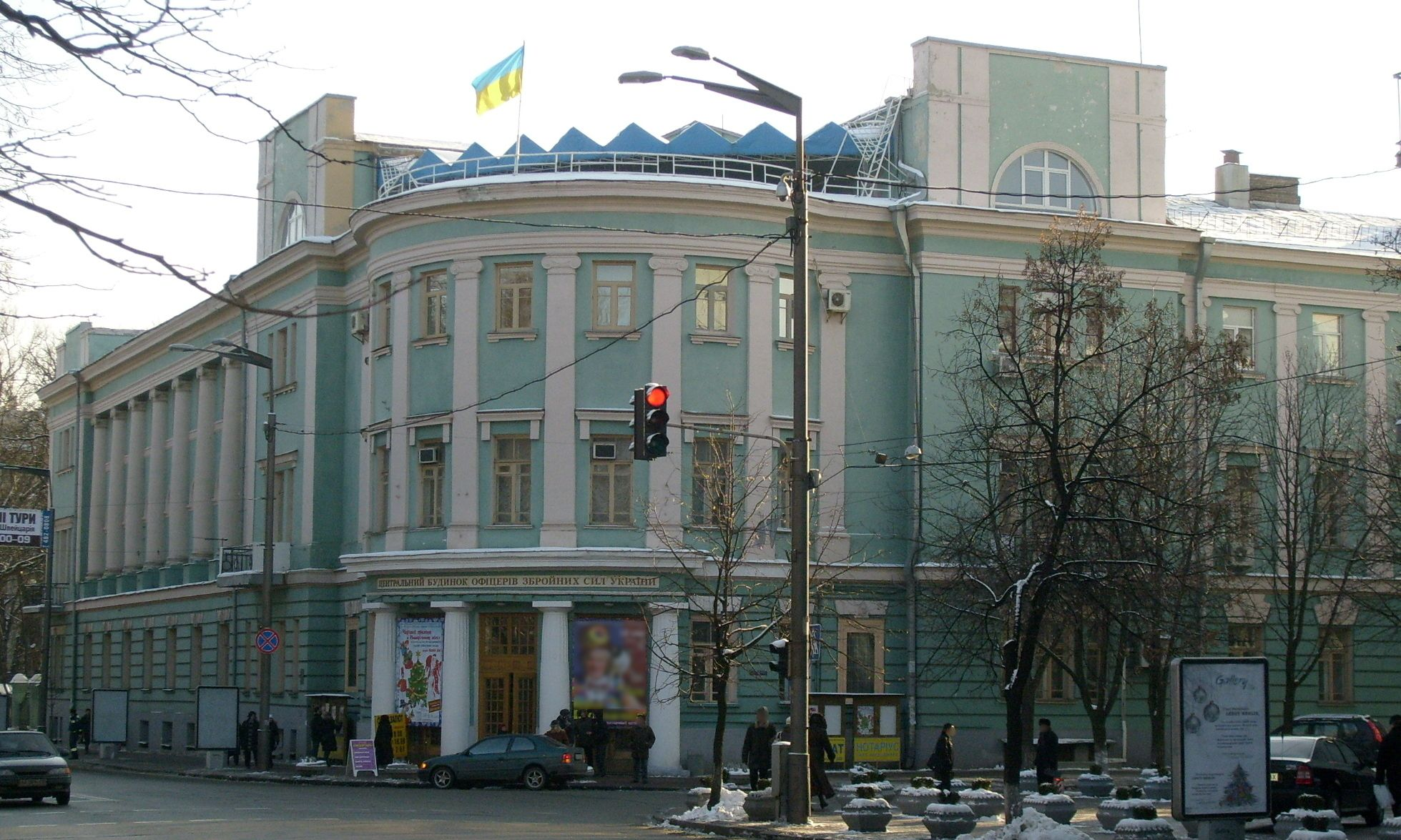
Casa Centrale degli Ufficiali delle Forze Armate dell'Ucraina.

La Casa Centrale degli Ufficiali delle Forze Armate dell'Ucraina, monumento architettonico (originariamente chiamata Casa dell'Esercito Rosso e della Marina), si trova al numero 30/1 di via Mychajlo Hruševs'kyj. All'interno dell'edificio si trova anche il Museo Centrale delle Forze Armate dell'Ucraina (1931–1933). L'edificio è stato costruito sul sito di una modesta scuola militare per sottufficiali aviatori, la cui struttura è stata ricostruita e ampliata. Il nuovo edificio è stato costruito in stile neoclassico, con una facciata in stile classicismo. La Casa degli Ufficiali dispone di oltre 150 stanze, una grande sala concerti con una capienza di 1000 persone, una sala più piccola, due aule per conferenze, una biblioteca composta da diverse stanze e un bar-ristorante.
Nel 1931, l'architetto Iosif Karakis fu premiato con un cappotto di pelle per il progetto dell'edificio. Il suo curriculum ha incluso la seguente annotazione:

### Complessi residenziali in via Istituts'ka 15-17 e 19-21
Nel periodo 1935-1936 è stato progettato e costruito nel 1936-1937 l'edificio residenziale di colore azzurro chiaro dell'UVO (Circondario Militare Ucraino) situato in via 25 Ottobre (oggi via Istituts'ka) n. 15-17. Questo edificio, che è stato dichiarato monumento architettonico dal 16 maggio 1994, ospitava inizialmente le famiglie del personale di comando dell'Armata Rossa, e nella hall era presente un posto di guardia.
Ben conoscendo l'architettura degli edifici di Kiev, Iosif Karakis ha utilizzato per la prima volta nella costruzione residenziale prebellica una scala interna con illuminazione naturale dall'alto, una caratteristica tradizionale per Kiev nel passato. Per dimostrare la validità di tale scelta, l'autore decise di misurare l'illuminazione della scala. Quando l'architetto entrò con un ingombrante illuminometro e vide il guardiano dell'Armata Rossa con il fucile che leggeva una lettera vicino alla scala, capì che non era necessario fare alcuna misurazione — c'era abbastanza luce.
Prima della guerra (1938-1941), Karakis progettò un altro complesso residenziale in via Instytuc'ka, destinato al Gosplan, situato in via 25 Ottobre (oggi via Instytuc'ka) n. 19-21.
Questi edifici, che non subirono danni durante la guerra, furono danneggiati successivamente. Tra il 2002 e il 2004, il primo dei due edifici fu ampliato con due piani aggiuntivi. Secondo il presidente del Sindacato Nazionale degli Architetti dell'Ucraina, Ihor Špara, l'ampliamento «ha distorto l'architettura di questo magnifico edificio residenziale con i suoi noti fregi equestri».
Attualmente, nell'edificio di via Instytuc'ka 15-17 si trova l'appartamento più costoso di Kiev, situato agli ultimi due piani dell'edificio.
Questo edificio appare diverse volte (ad esempio, al minuto 60) nel film «Isterbiteli» (con Mark Bernes nel ruolo principale, uscito nel 1939, campione di incassi al botteghino del 1940).

### Museo storico nazionale dell'Ucraina
Articolo principale: Museo storico nazionale dell'Ucraina
Dal marzo 1937 al 1938, Iosif Karakis fu il principale architetto del trust «Ukrgrazdanzproject». Tra il 1937 e il 1939, l'architetto Karakis progettò e, insieme al Primo Laboratorio di Architettura del Consiglio Comunale, costruì la prima scuola d'arte della Repubblica Ucraina — la Scuola d'Arte Secondaria di Kiev intitolata a T. G. Ševčenko (dal 1968, Scuola d'Arte Secondaria Repubblicana — RChSS). Questo edificio ora appartiene al Museo storico nazionale dell'Ucraina ed è un monumento architettonico (via Vladimirskaja, 2, sulla Collina di San Giorgio).
Successivamente, negli anni '50, Karakis progettò e costruì un muro di sostegno con scale e lampioni che conducevano all'edificio della scuola.

L'edificio era stato progettato per essere costruito in via Lenin, come attestato da una nota fatta dall'autore nel 1980: 
 Il piano per la costruzione in via Lenin fu annunciato nel giornale «Bol'ševik» nel febbraio 1936: 
Prima dell'inizio della costruzione, senza il consenso del Direttorato Architettonico e Progettuale di Kiev e senza consultare l'autore del progetto, si decise di cambiare il luogo di costruzione della scuola. La decisione fu presa in seguito a un decreto del segretario del CC del PC(b)U S. V. Kosiore di collocare l'edificio della futura scuola nel sito della Chiesa dei Dieci Santi, che, come molti altri monumenti di cultura e arte, era stata distrutta dal regime sovietico nel 1928 e nel 1936 era stata completamente smantellata. Il decreto di Kosiore non specificava il motivo del cambiamento del luogo di costruzione. Potrebbe essere una coincidenza, ma in una delle case destinate alla demolizione per la costruzione della scuola su via Lenin, viveva il fratello del presidente del Consiglio dei Ministri dell'Ucraina V. A. Balitskij.
Iosif Karakis evitava sempre di costruire in aree di riserva, anche se ai tempi sovietici ciò era estremamente difficile. Non appena seppe della nuova ubicazione della scuola, «iniziò a opporsi categoricamente al cambiamento del sito, citando il suo status di area di riserva». Fu convocata una commissione di alto livello per discutere la costruzione. Nel momento in cui Iosif Jul'evič rifiutò di costruire sul sito dell'antico tempio, il segretario del CC Ucraina P. P. Postyšev gli calpestò il piede, sussurrando: «Non lo farete voi, qualcuno lo farà lo stesso su questo posto».
Quando divenne chiaro che non era possibile evitare la costruzione sulla Collina di San Giorgio, Karakis consultò storici e propose di collocare l'edificio della scuola all'estremità del Vicolo dei Dieci Santi (come dimostra il piano generale originale di costruzione conservato con i commenti dell'autore). Questo piano non fu realizzato a causa dei costi elevati per la costruzione delle fondamenta su un pendio ripido. Alla fine, «Karakis riuscì a recuperare le antiche fondamenta, ma la scuola fu comunque costruita sulla Collina di San Giorgio».
Gli storici dell'arte della guida contemporanea di Kiev descrivono l'edificio come segue:
Tra le gemme perfette si annovera il Museo Storico... La sua collocazione esatta sopra il Pendio di Andriïvs'kyj non è casuale. Il suo profilo trasforma l'antico colle in una vera e propria Montagna. L'edificio si apre cortesemente verso la piazza della distrutta Chiesa dei Dieci Santi. Le suddivisioni, il ritmo, la dettagliatura e il disegno stesso dei capitelli bizantini rendono l'edificio indissolubile dal luogo sacro.
Oltre al cambiamento del luogo di costruzione, il progetto subì altre modifiche. Inizialmente, il progetto dell'edificio della scuola prevedeva 14 sculture: quattro sculture sul tetto verso la facciata; sul retro dell'edificio — otto sculture sopra la colonnata, e due — su entrambi i lati del tetto. Nel campo del frontone sopra l'ingresso centrale era previsto un bassorilievo con figure antiche. Successivamente, le figure furono abbandonate e il bassorilievo nel timpano fu sostituito con lo stemma dell'Unione Sovietica (che poi fu anch'esso smontato).

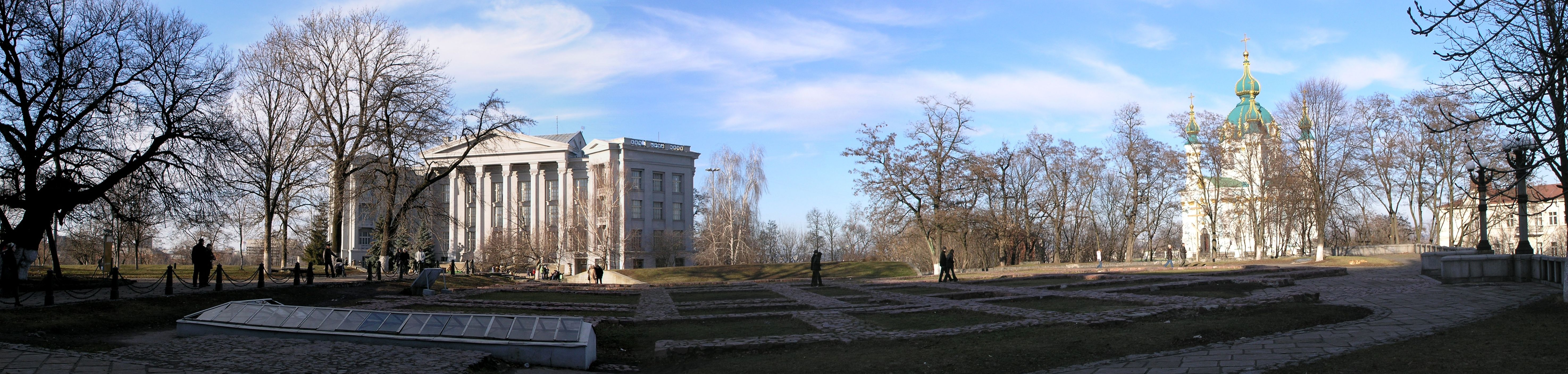
Collina di San Giorgio a Kiev con il Museo Storico (Iosif Karakis) e la Chiesa di Sant'Andrea (Francesco Rastrelli)

### Hotel "Ukraina" a Lugansk
Dal 1944 al 1947, Iosif Karakis progettò e, tra il 1945 e il 1952, costruì l'Hotel "Ukraina" situato in via Puškina 3 a Lugansk, che è stato dichiarato monumento architettonico. Inizialmente, l'albergo era conosciuto come "Hotel Ottobre". L'edificio dispone di 173 camere e ha un volume di 50.000 m³.

Hotel "Ukraina".
Via Puškina 3, Lugansk

Negli anni '40, l'area dove sarebbe stato costruito l'hotel era un terreno incolto. Sul terreno si trovavano alcune case unifamiliari e bifamiliari, distrutte dai nazisti nel febbraio 1943. I lavori di costruzione dell'hotel iniziarono subito dopo la fine della guerra a Lugansk (allora conosciuta come Vorošilovgrad), nel 1944. I lavori furono completati nel 1947 e l'hotel aprì le sue porte ai primi ospiti nel 1952. Il progetto dell'hotel aveva inizialmente il nome in codice "Mosca", ma poiché l'inaugurazione avvenne alla vigilia della Festa della Grande Ottobre, si decise all'ultimo momento di chiamarlo "Ottobre". Tuttavia, per mantenere un legame con la regione, il ristorante al piano terra dell'hotel fu chiamato "Ukraina".
Il progetto architettonico e costruttivo, così come l'arredamento artistico dell'edificio, furono realizzati dall'architetto Karakis. Tra la popolazione circolava la voce che l'hotel fosse stato costruito dai tedeschi. È possibile che all'inizio della costruzione siano stati impiegati prigionieri di guerra rimasti in città dopo la guerra per svolgere vari lavori edili. Tuttavia, entro la fine del 1947, i lavoratori tedeschi non potevano più essere utilizzati, poiché i campi di prigionieri di guerra erano già stati smantellati.
La facciata dell'edificio è decorata con un "tappeto mosaico" e colonne verticali triangolari in mattoni di silicato bianchi. Le colonne si estendono fino in cima e circondano l'hotel come un pizzo, creando un contrasto con la parete rossa. È noto che Iosif Jul'evič dedicò molto tempo a lavori di laboratorio per trovare un modo per mantenere la durata di questo tipo di mattone nel tempo.
Sulla "corona" della facciata dell'edificio si trova una stella stilizzata a cinque punte in mattoni con orologio, e ai lati, silhouette di torrette. Alcuni ritengono che l'hotel sia una imitazione del muro del Cremlino, ma non sono state trovate conferme di questa teoria nelle fonti scientifiche. V. V. Čepelik osservò che l'ornamento creato da Karakis trasforma la superficie del muro in un tappeto, rispettando le tradizioni artistiche che l'autore aveva osservato nella sua infanzia nella regione di Podolia. Questo motivo riflette anche lo sviluppo delle tradizioni ornamentali del modernismo ucraino. Sin dall'apertura, l'hotel era completamente telefonato, una vera e propria lussuosità per quei tempi. Nel cortile dell'hotel era previsto un parco ben curato, ma alla fine dei lavori, a causa di cambiamenti nelle circostanze, non fu realizzato. Il direttore del Museo della Storia di Lugansk, O. V. Prikolota, descrisse l'edificio come segue:
Attualmente, l'hotel è in completo stato di degrado.

### Elenco delle principali opere edilizie realizzate dall’autore
- 1929, Edificio della scuola «modello» № 71, Kiev[5]
- 1931, Edificio residenziale dell’Istituto universitario forestale industriale, Kiev[6]
- 1933, Casa dell’Armata Rossa e della Flotta, oggi Palazzo Centrale delle Forze armate dell’Ucraina, Kiev[7]
- 1934, Ricostruzione di abitazioni civili e costruzione del nuovo Socgorod", Krivoj Rog[8]
- 1934, Casa dell’Armata Rossa (coautore), Char'kov.[9] Non conservatosi
- 1934, Il ristorante «Dinamo» (coautore), Kiev[10]
- 1934, Il club della cittadella aeroportuale, Kiev[11]
- 1934, Casa di Guarnigione degli Ufficiali, Ozernoe[12]
- 1934, Scuola di musica, Komsomol'sk[13]
- 1934, Cinema teatro per 1000 spettatori, Krivoj Rog, Vinnycja[11]
- 1936, Edificio residenziale per il Comando superiore dell’esercito, Kiev, Ul. Zolotovorotskaja, dom № 2[14]
- 1936, Casa dell’Armata Rossa, Žitomir/Novograd-Volynskij, Gujva[12]
- 1937, Edificio residenziale e quartiere residenzial, Kiev, ul. Mazepa (Janvarskogo vosstanija) dom № 3[15]
- 1937, Edificio residenziale del circondario militare ucraino, Kiev, ul. Institutskaja, № 15-17[16]
- 1937, Edificio residenziale del circondario militare ucraino (coautore), Kiev, Georgievskij pereulok, dom № 2[17]
- 1937, Scuola di Musica, Kiev, Muzykal’nyj pereulok.[18] Non conservatosi
- 1937, Sala concerti del conservatorio, Kiev, Muzykal’nyj pereulok.[18] Non conservatosi
- 1938, Teatro Ucraino dell’Armata Rossa (ricostruzione), Kiev, ul. Zan’koveckaja № 8.[19] Non conservatosi
- 1939, Teatro ebraico, Kiev, ul. Kreščatik, № 17.[20] Non conservatosi
- 1939, Edificio residenziale della fabbrica sperimentale, Kiev, ul. Nemeckaja.[21] Non conservatosi
- 1939, Scuola materna № 1 «Orlenok», Kiev, Ul. Mazepa[22]
- 1939, Scuola d’arte T. G. Ševčenko, oggi Museo Nazionale di Storia dell’Ucraina, Kiev[23]
- 1940, Edificio civile, oggi sede dell’Ambasciata di Finlandia, Kiev, ul. Streleckaja, dom № 12 e № 14-16[24]
- 1940, Seconda schiera di un isolato, Kiev, ul. Ivan Mazepa № 5.[15] Conservatosi con delle modifiche
- 1940, Edificio residenziale della fabbrica sperimentale, Kiev, ul. Laboratornaja[21]
- 1940, Negozio di assemblaggio, fabbrica sperimentale, Kiev[21]
- 1941, Edificio residenziale, Kiev, ul. Chreščatyk, dom № 29.[25] Non conservatosi
- 1941, Complesso abitativo del Piano Statale, Kiev, ul. Institutskaja № 19—21[26]
- 1941—1949, Edificio residenziale a ballatoio di 50 appartamenti, Kiev, ul. Vygorodskaja, ul. Nekrasovskaja[27]
- 1942, Taškentskij Abrazivnyj zavod e Taškentskij Abrazivnyj zavod № 2 (officine meccaniche), Taškent[28]
- 1943, Casa indipendente per i costruttori della Farchadskaja GĖS — Centrale idroelettrica, Bekabad[29]
- 1944, Farchadskaja GĖS — Centrale idroelettrica (diga, sala macchine, 22 km di canale di derivazione, acquedotto), Bekabad[29]
- 1945, Villaggi abitativi della Centrale idroelettrica Farchadskaja da1000 e da 500 abitanti, Bekabad[29]
- 1952, Albergo «Oktjabr'» (oggi albergo «Ukraina»), Lugansk, ul. Puškin, 3[30]
- 1953—1955, Modello di complessi scolastici, URSS[31]
- 1954, Scuola di Char’kov, ul. Louis Pasteur, № 4[32]
- 1958—1960, Scuola media sperimentale № 80, Kiev, Bul. Družby narodov, 12—b[33]
- 1961, Edificio residenziale a ballatoio della fabbrica di cartone e imballaggi, Kiev, ul. Nekrasovskaja[27][34]
- 1962, Scuola sperimentale, Kramatorsk[35]
- 1963, Scuole sperimentali per bambini, affetti da Paralisi cerebrale infantile, Odessa, Berdjansk[36]
- 1965, Scuola sperimentale № 5 per 2032 alunni, Doneck[37]
- 196?, Scuola sperimentale per bambini affetti da ritardo cognitivo, Zaporož'e[38]
- 1966—1969, Edifici scolastici sperimentali di grande capienza a Machačkala, Baku, Vorošilovgrad[39]
- 1969, Scuolа № 110 T. G. Ševčenko per 2600 alunni, Taškent[40]
- 1978, Scuola № 24 e № 42, Vorošilovgrad[41]

## Pubblicazioni
- (RU) Каракис И., За комплексную застройку, in Архитектурная газета, 32 (8 июня), 1936.[42]
- (UK) Каракис И., Яким повинно бути житло, in Більшовик, 181 (5 августа), 1936.[42]
- (UK) Каракис И., Дубов И., Про план житлового осередку, in Соціалістичний Київ, vol. 6, 1936.[42]
- (UK) Каракис И., Школи художнього виховання, in Соціалістичний Київ, vol. 2, 1937.[42]
- (UK) Каракис И., Жилий квартал над Дніпром, in Соціалістичний Київ, vol. 4, 1937.[42]
- (RU) Каракис И., Жилой дом на Украине, in Архитектурная газета, 22 (18 апреля), 1937.[42]
- (RU) Каракис И., Архитектура жилья на Украине: 20 лет Великой Социалистической революции, in Архитектурная газета, 69 (8 октября), 1937.[42]
- (UK) Каракис И., Будівництво і проектування сільських шкіл на Україні, in Радянська школа, vol. 4, 1938.[42]
- (UK) Каракис И., Колгоспний клуб, in Архітектура Радянської України, vol. 6, 1941.[42]
- (RU) Каракис И., Экспериментальное проектирование жилых микрорайонов, in Вестник ГИПРОГРАДа. — К, 1946.[42]
- (UK) Каракис И., Москва радянська, in Вісник Академії архітектури УРСР, vol. 2, 1947.[42]
- Каракис И. Проект № 1/4-07-46 кирпичного жилого дома с 4-мя двухкомнатными квартирами. — К.: Гос. изд. техн. лит-ры Украины, тип. ФЗУ, 1947. — 16 с.[43]
- (RU) Каракис И., Хозяйственные сооружения в системе двухэтажной жилой застройки, in Техническая информация / ГИПРОГРАД. — К, vol. 3, 1952.[43]
- (RU) Каракис И., Здание гостиницы в г. Ворошиловграде, in Техническая информация / ГИПРОГРАД. — К, vol. 14, 1952.[43]
- (RU) Каракис И., Экспериментальный проект жилого дома галерейного типа на 72 квартиры, in Техническая информация / ГИПРОГРАД. — К, vol. 1, 1956.[43]
- (RU) Каракис И., Галерейные жилые дома, in Архитектура СССР, vol. 4, 1957.[43]
- (RU) Каракис И., Типовое проектирование школ-интернатов, in Строительство и архитектура (Будівництво і архітектура), vol. 3, 1957.[43]
- (RU) Каракис И., К вопросу проектирования новых типов школьных зданий (Из опыта типового проектирования ГИПРОГРАДа), in Проектирование и строительство школьных зданий. — К, 1958.[43]
- (RU) Каракис И., Средняя школа на 400 учащихся: Некоторые конструктивные и планировочные особенности школьных зданий, проектируемых из крупных стеновых блоков, in Проектирование и строительство школьных зданий. — К, 1958.[43]
- (RU) Каракис И., Заривайская Х., Однокомнатные квартиры в галерейном доме, in Строительство и архитектура (Будівництво і архітектура), vol. 1, 1958.[43]
- (RU) Каракис И., Типовой проект семилетней музыкальной школы на 200—300 учащихся, in Техническая информация / ГИПРОГРАД. — К, 7 (134), 1958.[43]
- (RU) Каракис И., Пути улучшения экономических и бытовых качеств жилья, in Техническая информация / ГИПРОГРАД. — К, 8—9 (135—136), 1958.[43]
- (RU) Каракис И., Новые типовые проекты, in Техническая информация / ГИПРОГРАД. — К, vol. 10, 1958.[43]
- (RU) Каракис И., Жилые дома галерейного типа для строительства в VII и VIII пятилетках, in Техническая информация / ГИПРОГРАД — К, vol. 10, 1958.[43]
- (RU) Каракис И., Типовой проект семилетней музыкальной школы на 200—300 учащихся, in Техническая информация / ГИПРОГРАД — К, vol. 7, 1958.[43]
- (RU) Каракис И., Новые типовые проекты: О домах галерейного типа, in Жилищное строительство, vol. 11, 1958.[43]
- (RU) Каракис И., Пути улучшения планировки жилья, in Строительство и архитектура (Будівництво і архітектура), vol. 11, 1959.[43]
- (RU) И. Ю. Каракис, Н. Савченко, А. Волненко., Жилой корпус на 600 воспитанников [школы-интерната] в Киеве, in Строительство и архитектура, vol. 2, 1959.[44]
- (RU) Каракис И., Номенклатура домов галерейного типа для строительства в Украинской ССР, in Жилищное строительство, vol. 2, 1959.[44]
- (UK) Каракис И., Нова, незвична…, in Київський будівельник, 24 (16 июня), 1960.
- (RU) Каракис И., Городской В., От эксперимента — к массовому строительству: Комплексная серия типовых проектов школ и школ-интернатов, in Строительство и архитектура, vol. 11, 1960.[44]
- (RU) Каракис И., Экспериментальная школа в Киеве, in Жилищное строительство, vol. 4, 1961.[44]
- (RU) Каракис И., Кооперирование и размещение школ и школьных городков в современной жилой застройке. — М, in Архитектура учебно-воспитательных зданий в жилой застройке, 1976.[44]
- (RU) Каракис И., Отчет о НИР. Жилище ближайшего будущего (Научно-творческое поисковое исследование), Londra, Киевский научно-исследовательский институт теории, истории и перспективных проблем советской архитектуры (ныне — НИИТИАГ), 1977,  p. 29.[44]